# Sobral
Sobral és una ciutat de l'estat brasiler de Ceará. El municipi, nascut l'any 1841, cobreix 2.123 km² de territori. La població estimada per l'Institut Brasiler de Geografia i Estadística l'any 2024 és de 215.286 habitants.

## Etimologia
El nom de la població al·ludeix a la parròquia de Sobral, al municipi de Mortágua, pertanyent al districte de Viseu, a Portugal. La paraula originària llatina significa «terreny abundós d'alzines sureres»', que en portuguès s'anomenen sobros o sobreiros.

## Geografia
Sobral es troba 202 km a l'oest de Fortaleza, la capital estatal; a 360 quilòmetres al nord-est de Teresina, capital del Piauí, i a 1.580 km al nord-est de Brasília. És el cinquè municipi més poblat de l'estat i el segon més poblat de l'interior, dedicat, com a centre comercial, a la mòlta de cotó i la transformació agrícola.
El Bosc Nacional de Sobral s'estén pel territori del municipi. El riu Acaraú i la Serra da Meruoca són els elements principals del paisatge natural de la població, limitada al nord pels municipis de Massapê, Santana do Acaraú i Meruoca, al sud per Santa Quitéria, Groaíras i Cariré, a l'est amb Itapipoca, Irauçuba i Canindé, i a l'oest amb els municipis de Coreaú, Mucambo i Alcântara.

### Clima
Situat a una altitud de 70 metres sobre el nivell del mar, el clima de Sobral és típicament tropical, càlid i sec, amb una temperatura mitjana de 30 graus centígrads.

## Patrimoni
Sobral es va donar a conèixer per ser el lloc on es va demostrar la teoria de la relativitat general d'Albert Einstein, després que un grup de científics seguissin des del terme municipal l'eclipsi solar del 29 de maig de 1919.  
El centre urbà de Sobral, un ric i variat conjunt arquitectònic articulat en diverses eixos, va ser catalogat com a patrimoni cultural al Brasil per l'Institut Nacional del Patrimoni Històric i Artístic (IPHAN) el 1999.
La ciutat compta amb diverses instal·lacions esportives, entre les quals l'Estadi do Junco, que acull el principal equip de futbol de la ciutat, el Guarany Sporting Club, anomenat col·loquialment Guarany de Sobral, que va ser fundat l'any 1938 i va estar en actiu fins al 2023.

## Fills il·lustres
- Renato Aragão (1935-), un dels actors i humoristes més famosos de la història brasilera, membre d'Os Trapalhões,[9]

## Galeria

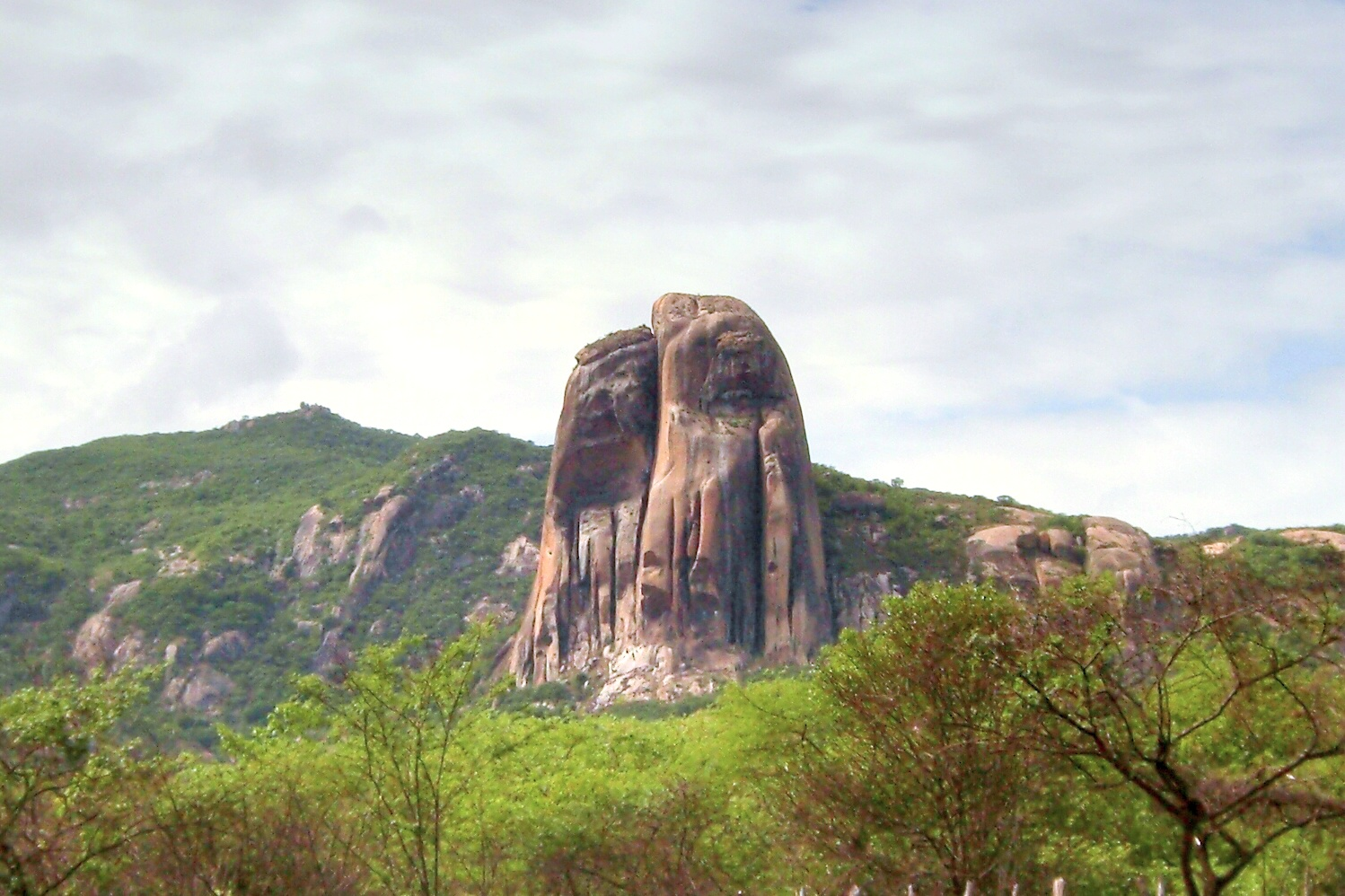
Cearà
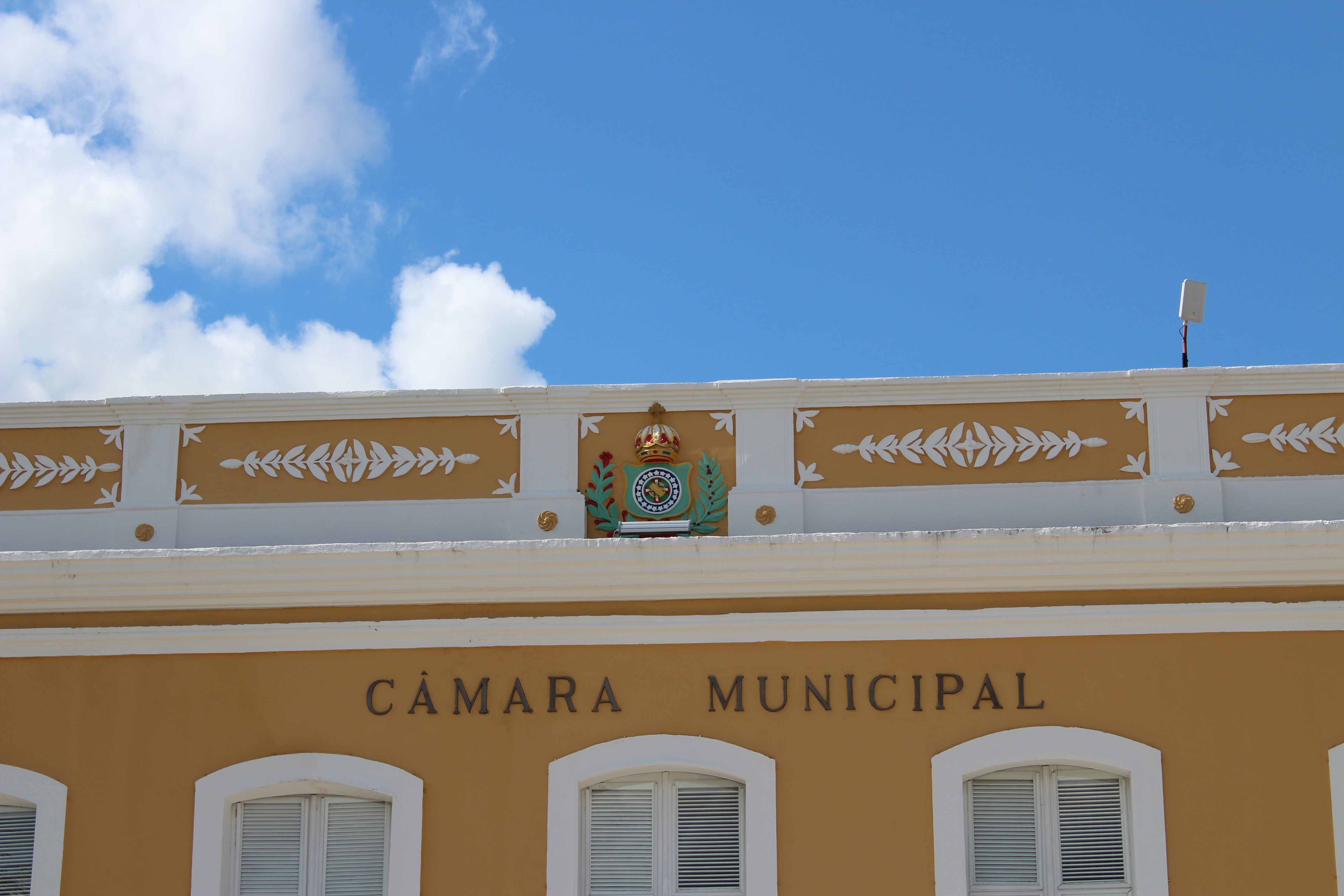
Câmara Municipal de Sobral
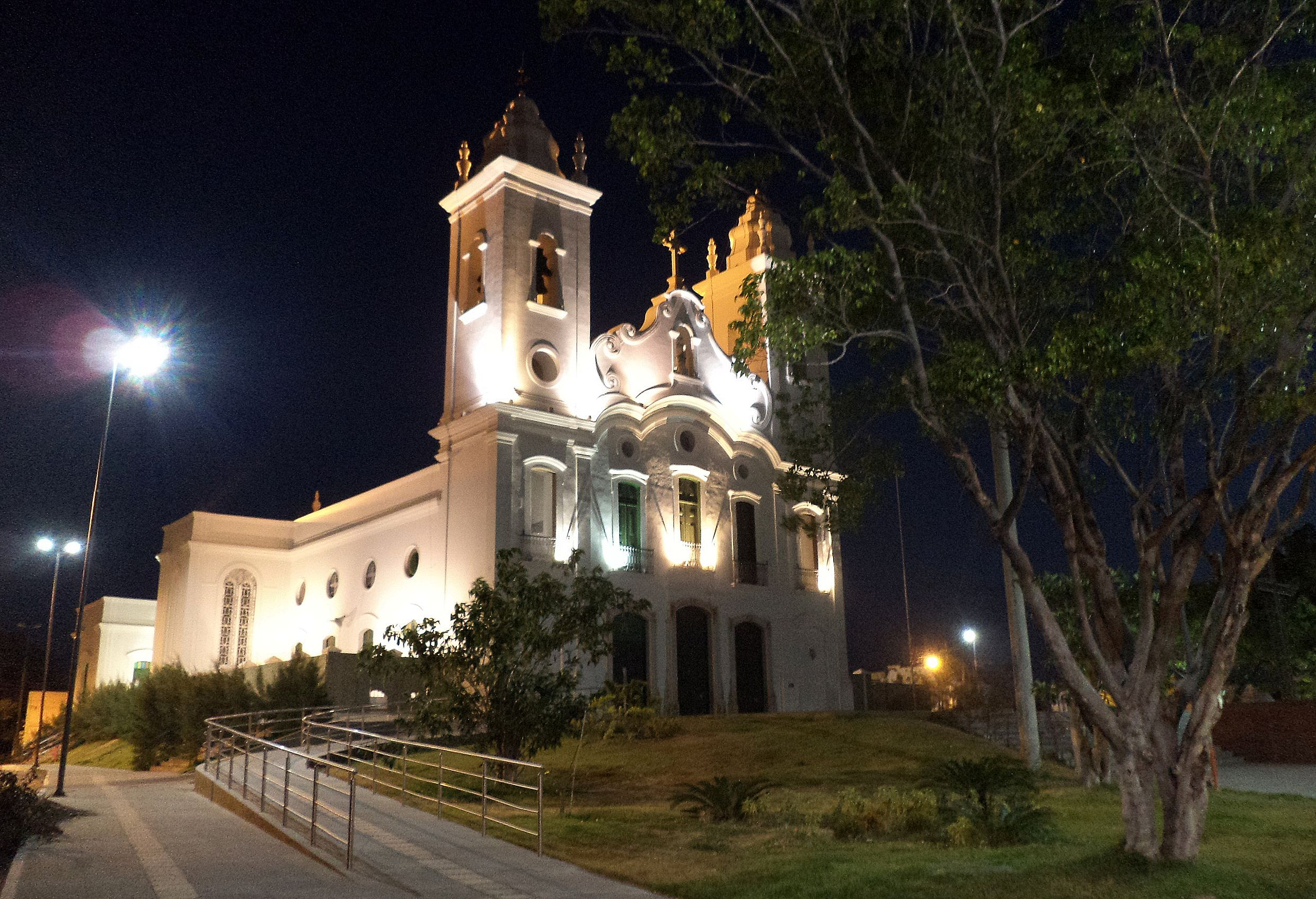
Catedral de Sobral
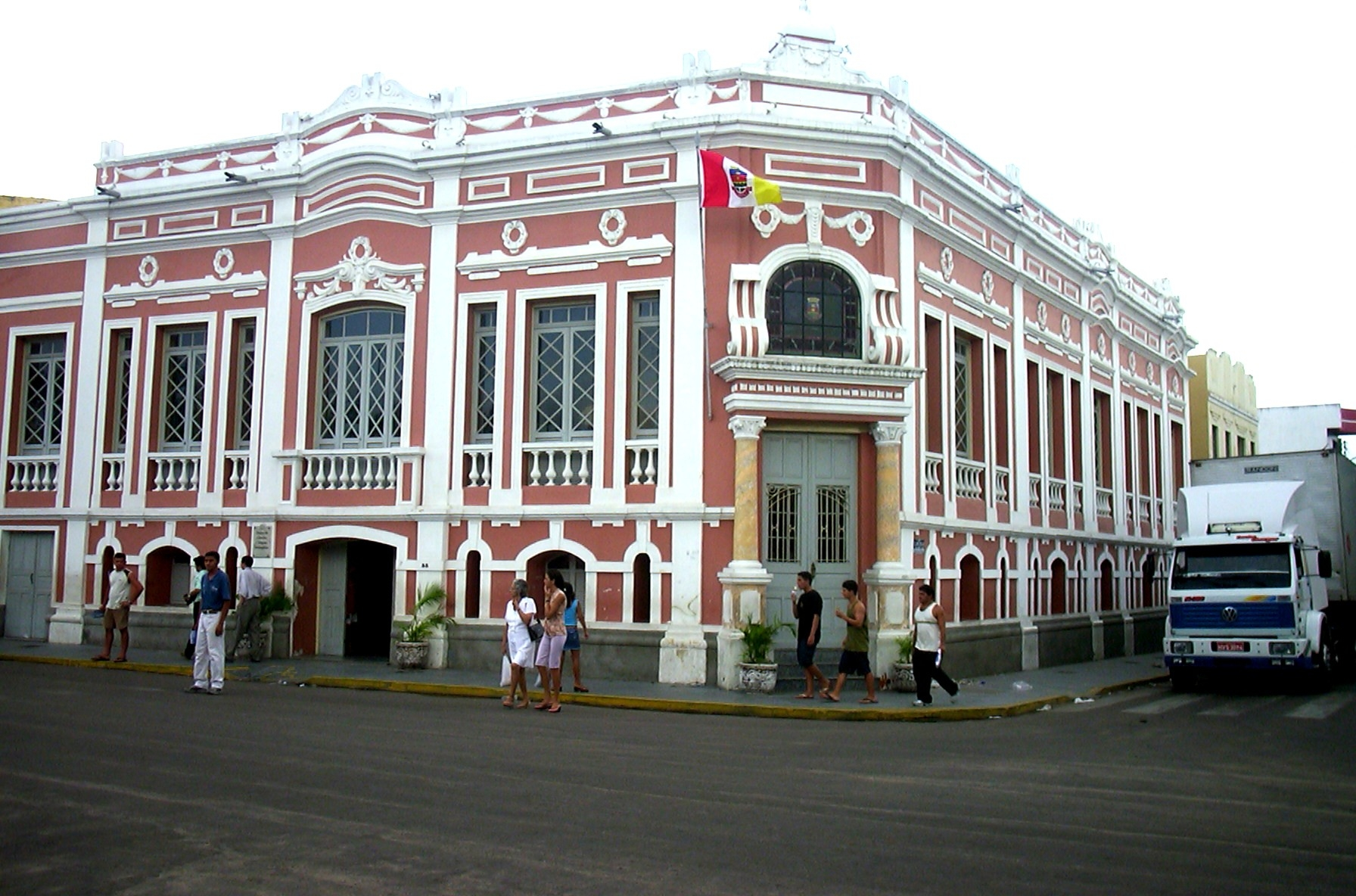
Centro de Linguas Estrangeiras